# موطلایی شهر ما
موطلایی شهر ما فیلمی به کارگردانی و نویسندگی عباس شباویز محصول سال ۱۳۴۴ است.

## خلاصه داستان
کارگر مکانیکی به نام نادر که با عمو منصور و برادرش محسن زندگی می‌کند، پیشنهاد زنی به نام لیلی را که می‌خواهد او آوازه خوان کافه‌ای بشود، رد می‌کند…

## بازیگران
- محمدعلی فردین
- پروین غفاری
- تقی ظهوری
- نعمت‌الله پیشواییان
- پوری بنایی
- محمدتقی کهنمویی
- جهانگیر غفاری
- گیسو
- میرمحمد تجدد
- شهرام شکوفنده
- قباد
- حشمت